# ヘルメット (登山)
登山用ヘルメット（とざんようヘルメット、英: Helmet for climbing）は、登山中の転倒時、落石、滑落時に頭部を衝撃などから保護するためにかぶる防護帽のこと。設計上、周辺視野を遮るなどの副作用が極力抑えられている。

## 概要
登山での岩登りや危険な場所を通過する時に、バランスを崩して落下して、頭部に衝撃を受けることがある。あるいは、転倒でも頭部に衝撃を受けることがある。近年増加する熊の襲撃からも、防護ができる。これまでも、アイスクライミング、沢登り、ロッククライミング、ボルダリングで使用されてきた経緯があるが、登山には、活用されてこなかったが、日本百名山オーバーツーリズムによる中高年登山ブームにより、転倒による遭難事故が増加している。

## 転倒による頭部損傷
登山の鉄則は「無事、家に帰る」ことである。「山には転べば頭部への衝撃は，脳挫傷，脳出血，血腫など深刻な頭部外傷を発生する致命的な場所は数多くあり、ヘルメット着用をする必要がある。

## 転倒事故と教訓
富山県教育委員会主催で、県下から小学6年生を募集し「12歳立山夢登山」が行われた。しかし、2003年（平成15年）7月、富山県の学校登山で小学生が転落し収容先の病院で死亡が確認される事故が起こって以後、富山県では学校からの登山の計画や届出での規則が強化され「長袖の上衣、長ズボンを着用。過去における落雷、転滑落、落石等の事故発生箇所の把握等での引率者の配置、雪面をカット、固定ロープ（太さ7mm以上、長さ20m以上）の設定等の安全対策を確認する」こととなった。その結果、実施校は小学校の半数となった。富山県は、小学校登山の安全対策として、平成27年から学校登山のヘルメットの貸出を各小学校に案内を送付した。当該事業を貸出実施主体を富山県山岳遭難対策協議会として、立山自然保護センターでヘルメットの貸出を開始した。。

長野県の対応
長野県山岳遭難防止対策協会は、2013年(平成25年)に安全への配慮が特に必要となる北アルプスの槍・穂高連峰の一部もその中に含めた山域を山岳ヘルメット着用推奨山域とした。これを受けて、上高地より岳沢小屋に宿泊して前穂高岳を往復する登山者に、ヘルメットレンタルを行っている。また、販売も行っている。槍ヶ岳山荘では、槍ヶ岳（やりがたけ）の穂先への往復1～2時間の時間限定で、レンタルを行っている。

## 転倒実験データ
室内実験では、転倒による衝撃を和らげる保護防具は，後ろに飛び出した自転車用とオートバイ用ヘルメットとライフジャケットが、生存率が高く効果があった。

## クサリ場やはしご場の通過
転倒したり、落下する危険性のある箇所では、遭難者を出さないためにはヘルメットに加えて、セルフビレイコード、ライフジャケットを装備する必要がある。
チーム登山であれば、ロッククライミングのように落下に備え確保員配置とクライミングロープ装備は必要である。